# Ernest-Auguste II de Saxe-Weimar-Eisenach
Pour les articles homonymes, voir Ernest-Auguste.
Ernest-Auguste II (2 juin 1737, Weimar – 28 mai 1758, Weimar), est duc de Saxe-Weimar et de Saxe-Eisenach de 1748 à sa mort.
Fils du duc Ernest-Auguste Ier de Saxe-Weimar-Eisenach et de sa deuxième femme Sophie-Charlotte de Brandebourg-Bayreuth, il perd en moins d'un an sa mère et son père et devient duc régnant à l'âge de 10 ans. La régence est assurée par les ducs Frédéric III de Saxe-Gotha-Altenbourg et François-Josias de Saxe-Cobourg-Saalfeld jusqu'à sa majorité en 1755.
Il épouse quelques mois plus tard une nièce du roi Frédéric II de Prusse, Anne-Amélie de Brunswick-Wolfenbüttel, mais meurt prématurément peu avant son vingt-et-unième anniversaire, laissant un fils âgé de neuf mois et un autre encore à naître. Sa femme, la duchesse Anne-Amélie, dirige le conseil de régence.

## Descendance
Le 16 mars 1756, Ernest-Auguste épouse Anne-Amélie (24 octobre 1739 - 10 avril 1807), fille du duc Charles Ier de Brunswick-Wolfenbüttel et de Philippine-Charlotte de Prusse. Ils ont deux enfants :
- Charles-Auguste (3 septembre 1757 – 14 juin 1828), duc de Saxe-Weimar et Eisenach puis grand-duc de Saxe-Weimar-Eisenach ;
- Frédéric-Ferdinand-Constantin de Saxe-Weimar-Eisenach (8 septembre 1758 – 6 septembre 1793).